# Kirikou découvre les animaux d'Afrique
Kirikou découvre les animaux d'Afrique est une série télévisée d'animation française de 3 minutes, produite par Les Armateurs, réalisée par Jean-François Bordier, et diffusée en 2007 sur France 3 dans l'émission Toowam et rediffusée sur France 5 dans Zouzous du 4 septembre au 12 octobre 2012.

## Synopsis
Le héros de la série est Kirikou. Dans chaque épisode, Kirikou découvre et apprend la vie d'un animal d'Afrique.

## Liste des épisodes
| No | Titre                       | 1re diffusion |
| -- | --------------------------- | ------------- |
| 1  | Les chimpanzés (1re partie) | 16 sept. 2007 |
| 2  | Les éléphants               | 23 sept. 2007 |
| 3  | Les tisserins               | 30 sept. 2007 |
| 4  | Les rhinocéros              | 7 oct. 2007   |
| 5  | Les hippopotames            | 14 oct. 2007  |
| 6  | Les caméléons               | 21 oct. 2007  |
| 7  | Les vautours                | 28 oct. 2007  |
| 8  | Les crocodiles              | 4 nov. 2007   |
| 9  | Les girafes                 | 11 nov. 2007  |
| 10 | Les lions                   | 18 nov. 2007  |
| 11 | Les zèbres                  | 25 nov. 2007  |
| 12 | Les flamants roses          | 2 déc. 2007   |
| 13 | Les antilopes               | 9 déc. 2007   |
| 14 | Les dugongs                 | 16 déc. 2007  |
| 15 | Les fourmis                 | 23 déc. 2007  |
| 16 | Les chimpanzés (2e partie)  | 30 déc. 2007  |
| 17 | Les tortues                 | 6 janv. 2008  |
| 18 | Les autruches               | 13 janv. 2008 |
| 19 | Les buffles                 | 20 janv. 2008 |
| 20 | Les cigognes                | 27 janv. 2008 |
| 21 | Les guépards                | 3 fév. 2008   |
| 22 | Les gorilles                | 10 fév. 2008  |
| 23 | Les dromadaires             | 17 fév. 2008  |
| 24 | Les chenilles               | 24 fév. 2008  |
| 25 | Les geckos                  | 2 mars 2008   |
| 26 | Les babouins                | 9 mars 2008   |
| 27 | Les serpents                | 16 mars 2008  |
| 28 | Les lémuriens               | 23 mars 2008  |
| 29 | Les lycaons                 | 30 mars 2008  |
| 30 | Les gnous                   | 6 avr. 2008   |